# Gutenprint
Gutenprint (ehemals Gimp-Print) stellt eine Sammlung freier Druckertreiber dar. Der Name des Projektes wurde geändert, da „Gimp“ im Namen die Vermutung nahelegte, dass diese Druckertreiber lediglich mit GIMP funktionieren.

## Funktionen
Die Treiber für Canon, Brother, Epson, Kyocera, Lexmark, Sony, Olympus und PCL-Drucker kommen in CUPS, Foomatic und GIMP zum Einsatz. Der Schwerpunkt des Einsatzes liegt somit in freien Betriebssystemen wie Linux. Gutenprint kommt aber auch in anderen unixbasierten System wie macOS zum Einsatz. Über 700 verschiedene Drucker werden unterstützt.

## Geschichte
Die Gimp-Print-Treiber waren zunächst tatsächlich die Druckertreiber für das Grafikprogramm GIMP und wurden 1999 von Michael Sweet geschrieben.
Die erste Version, die auf der Internet-Entwicklungs-Plattform SourceForge veröffentlicht wurde, trug die Nummer 3.1. Im November 2000 wurde die Version 4.0 veröffentlicht.
Version 4.2 wurde im November 2001 veröffentlicht, hier wurde CUPS unterstützt. Nach dem Erscheinen von Apples macOS stellte sich heraus, dass viele Druckerhersteller ihre Treiber für ältere Drucker nicht mehr aktualisierten, woraufhin Gimp-Print für viele Nutzer zur einzigen Möglichkeit wurde, ihren alten Drucker weiterhin zu betreiben. Aufgrund der stetig wachsenden Zahl der Leistungsmerkmale neuer Drucker wurde jedoch bald klar, dass ein größerer Schritt für eine neue Version nötig würde. Der Sprung auf die Versionsnummer 5 sollte verdeutlichen, dass viele neue Funktionen hinzugekommen waren. Außerdem beschloss man im Herbst 2004 eine Namensänderung, da das Projekt inzwischen fast nichts mehr mit GIMP zu tun hatte. Der neue Name „Gutenprint“ ist an den Erfinder des Buchdrucks Johannes Gutenberg angelehnt.
Am 30. Juli 2006 wurde nach vier Jahren Entwicklungszeit Version 5.0 veröffentlicht. Diese enthielt nicht, wie ursprünglich geplant, echtes Farbmanagement.